# Premeno
Premeno (piemontiul: Premén) település Olaszországban. Lakosainak száma 767 fő (2023. január 1.). Premeno Bee, Intragna, Oggebbio, Aurano, Vignone és Ghiffa községekkel határos.

## Népesség
A település népességének változása:
| Lakosok száma | 730  | 733  | 767  |
|               | 2017 | 2018 | 2023 |